# Aegus miles
Aegus miles es una especie de coleóptero de la familia Lucanidae. La especie fue descrita científicamente por Samuel Constantinus Snellen van Vollenhoven en 1865.

## Subespecies
- Aegus miles baumanni (Schenk, 2003)

= Gnaphaloryx baumanni Schenk, 2003
- Aegus miles laticornis (Boileau, 1903)

= Gnaphaloryx laticornis Boileau, 1903
- Aegus miles miles (Snellen von Vollenhoven, 1865)

= Gnaphaloryx miles Snellen von Vollenhoven, 1865
- Aegus miles sulawesiensis (Nagai in Mizunuma y Nagai, 1994)

= Gnaphaloryx sulawesiensis Nagai in Mizunuma y Nagai, 1994

## Distribución geográfica
Habita en el archipiélago malayo. Aegus miles laticornis en Nueva Guinea, Aegus miles miles en Halmahera y Bacan, y Aegus miles sulawesiensis en Célebes.